# Roger Rinderknecht
Roger Rinderknecht (ur. 4 maja 1981 w Winterthur) – szwajcarski kolarz górski i BMX, czterokrotny medalista mistrzostw świata.

## Kariera
Pierwszy sukces w karierze Roger Rinderknecht osiągnął w 2006 roku, kiedy to wywalczył srebrny medal w four crossie podczas mistrzostw świata w Rotorua. W zawodach tych wyprzedził go jedynie Czech Michal Prokop, a trzecie miejsce zajął Niemiec Guido Tschugg. Drugie miejsce w tej samej konkurencji zajął także na mistrzostwach świata w Val di Sole (2008) i mistrzostwach świata w Champéry (2011). Ponadto na rozgrywanych w 2012 roku mistrzostwach świata w Leogang zdobył złoty medal, bezpośrednio wyprzedzając dwóch Czechów: Michaela Mechurę i Tomáša Slavíka. W sezonie 2011 zajął drugie miejsce w klasyfikacji four-crossu Pucharu Świata w kolarstwie górskim, a w sezonie 2006 był trzeci. W 2008 roku wystąpił w wyścigu BMX na igrzyskach olimpijskich w Pekinie, ale nie awansował do finału. Na rozgrywanych cztery lata później igrzyskach w Londynie rywalizację w BMX zakończył na czternastej pozycji.